# 74式多用途卡車
74式多用途卡車是陸上自衛隊使用的多用途軍卡。1974年生產服役。
三菱汽車F型、THE GREAT、SUPER GREAT等大卡車系列改裝成的自衛隊6輪驅動軍卡。之後又有81式自走架柱橋用和地對空飛彈的射擊管制車等兩型改裝、也作為砲兵牽引和多種工兵工程車、延生型不少。
車燈和傳動系統都有所改良。

## 相關條目

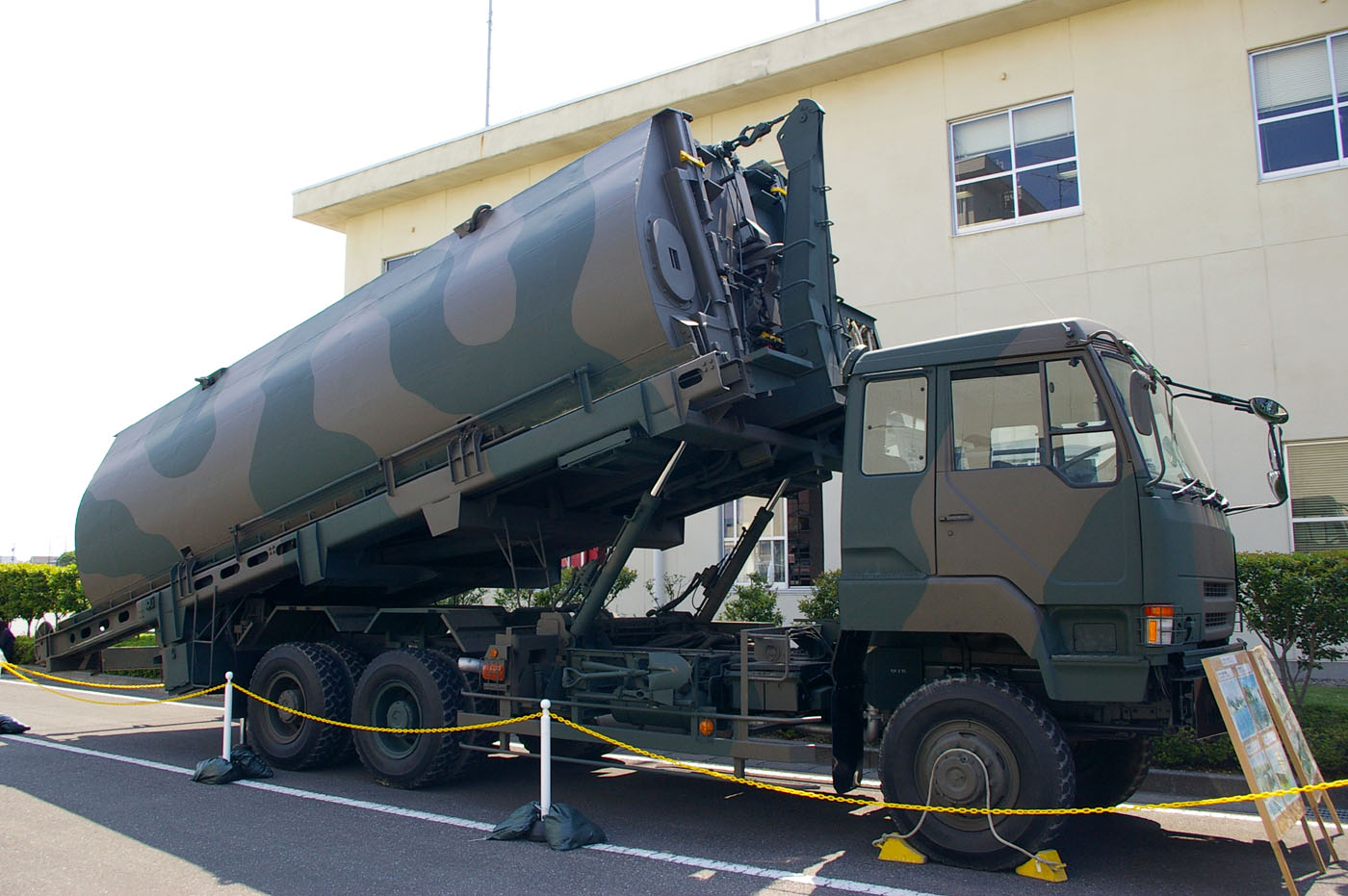
搭載架橋設備

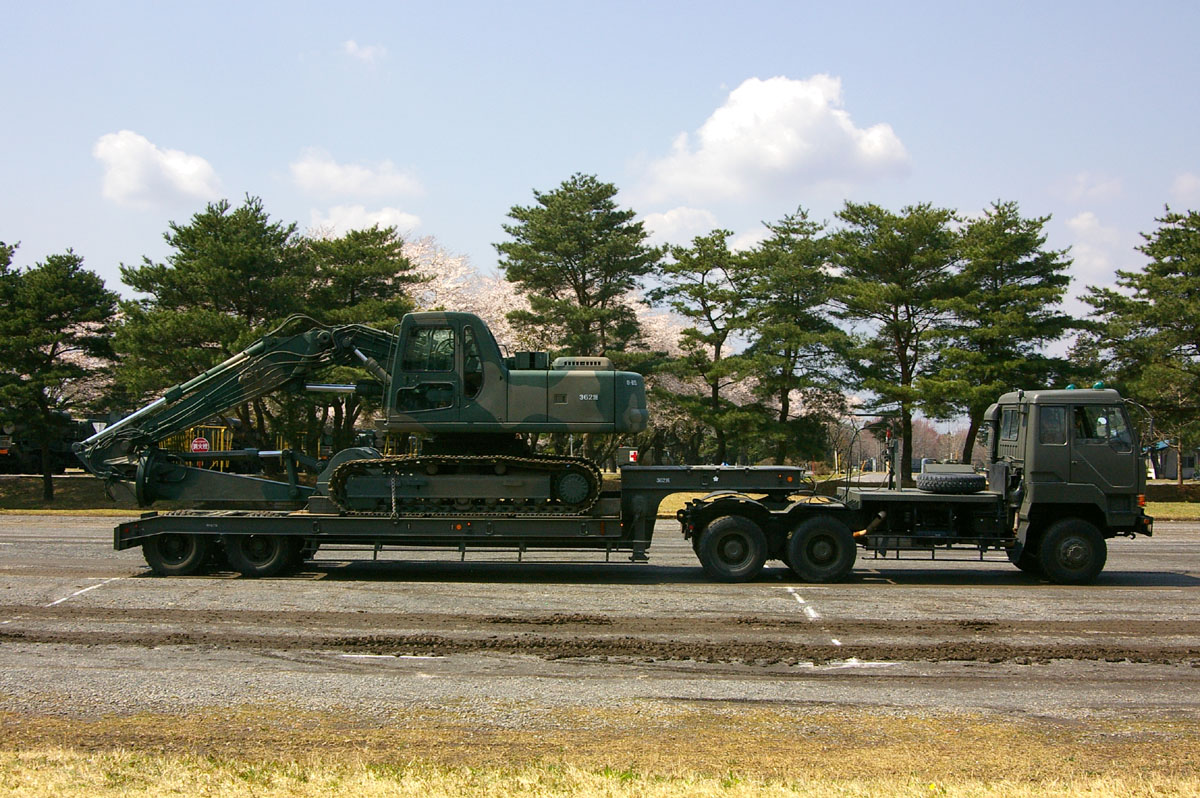
搭載挖土機

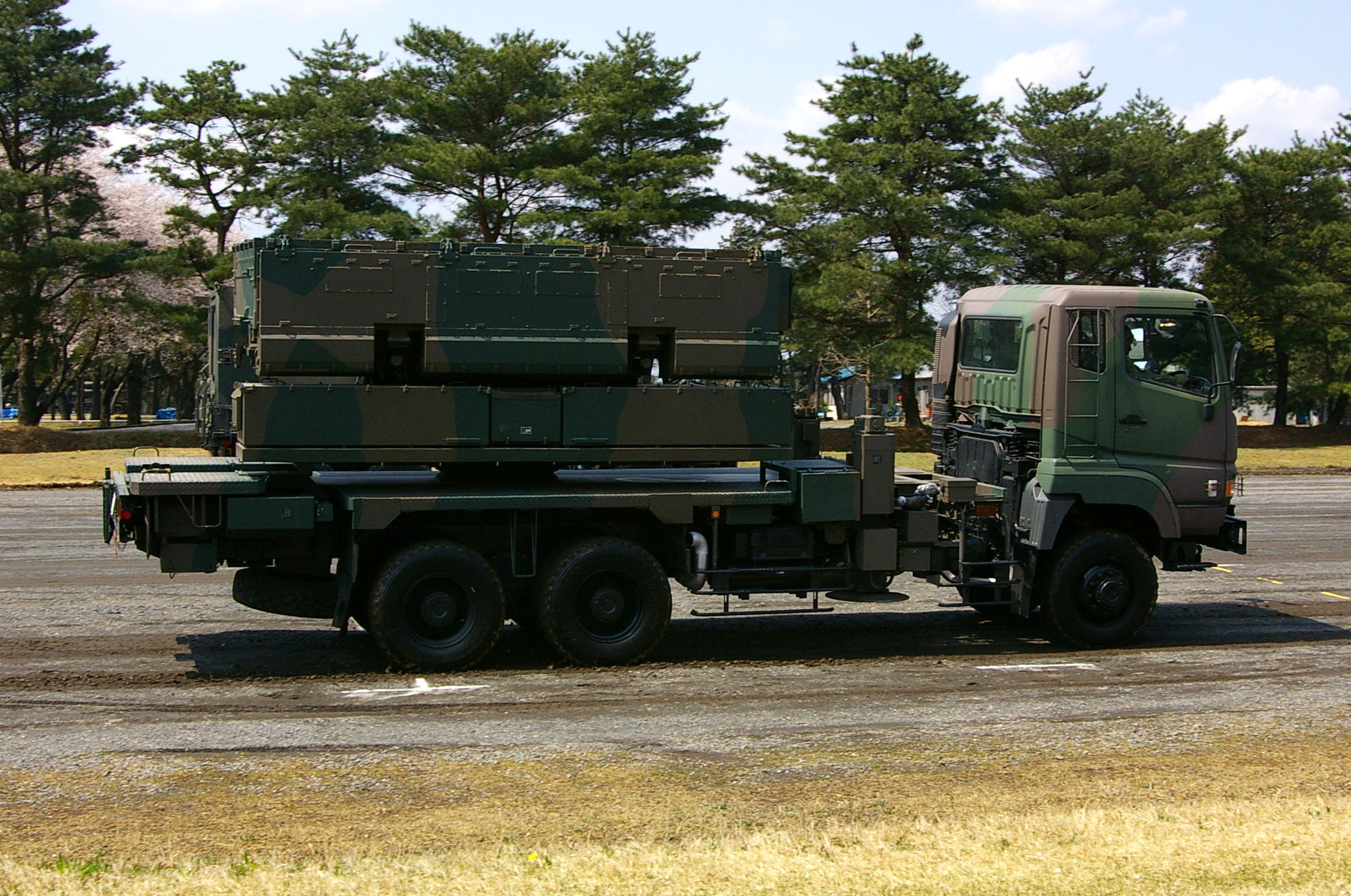
搭載飛彈雷達

## 延生型
- 重卡車
- 特大型卡車
- 中型砲牽引車
- 81式自走架柱橋
- 92式浮橋車